# Herbie Hancock Trio (album, 1977)
Herbie Hancock Trio je šestnajsti studijski album ameriškega jazzovskega pianista Herbieja Hancocka, ki je izšel 21. septembra 1977 na Japonskem. Poleg Hancocka sta v triu igrala še bobnar Tony Williams in basist Ron Carter. Druga selekcija šestih skladb, ki jih je trio posnel v istem dnevu, je izšla pod imenom Rona Carterja na albumu Third Plane.
To je prvi album od dveh z istim imenom. Drugi album Herbie Hancock Trio, z isto zasedbo, je izšel leta 1982.

## Seznam skladb
Avtor vseh skladb je Herbie Hancock, razen kjer je posebej napisano.
| Št. | Naslov               | Pisec       | Dolžina |
| --- | -------------------- | ----------- | ------- |
| 1.  | „Watch It‟           |             | 12:25   |
| 2.  | „Speak Like a Child‟ |             | 13:06   |
| 3.  | „Watcha Waitin' For‟ |             | 6:20    |
| 4.  | „Look‟               |             | 7:42    |
| 5.  | „Milestones‟         | Miles Davis | 6:40    |

## Zasedba
- Herbie Hancock – klavir
- Ron Carter – bas
- Tony Williams – bobni